# Anthaxia depressifrons
Anthaxia depressifrons es una especie de escarabajo del género Anthaxia, familia Buprestidae. Fue descrita científicamente por Bílý en 2006.